# Motorband
Motorband je česká hard rocková kapela, původem ze severočeských Teplic. Tato skupina má vliv na mnoho dalších projektů a kapel po celé ČR; skupinou prošla řada muzikantů z větších i menších kapel.

## Historie

### Začátky, Rockfest a Rockmapa (1986–1989)
V roce 1986 vznikla v Teplicích Motorband; název je odvozen od anglických Motörhead. Hvězda kapely stoupala velmi rychle vzhůru. Složení kapely se po dvou letech ustálilo: Kamil Střihavka (zpěv), Libor „Máča“ Matejčík (kytara) a dva ex-členové skupiny Hlahol Tomáš Jarolím (baskytara) a Daniel Hafstein (bicí). Hráli speed metal a stali se stálicí české heavymetalové scény, podobně jako Arakain či Vitacit. Vrcholy tohoto období jsou soutěž Rockfest v Praze, kde hráli ve sportovní hale coby finalisté soutěže před 12 000 diváky či Rockmapa (1989) Petra Jandy s písní Je To Špás.

### První úspěch a album Made In Germany  (1990)
Roku 1990 nahráli v Německu album „Made In Germany“. Album je nahráno v českém i anglickém jazyce a vzbudilo zájem, jak v ČSFR, tak i ve světě. V kapele nicméně došlo ke sporům – Matejčík chtěl pokračovat, Střihavka změnil směr kariéry, a ani ostatní nebyli ušetřeni svých problémů. 

### Rock 'n' Roll (1993–1994)
V roce 1993 dal Matejčík Motorband znovu dohromady. Frontmanem se stal Milan Daim, rytmickou kytarou René Schildhauer, basou Jakub Fojtík a za bicími znovu zasedl Daniel Hafstein. Rok poté vydali desku Rock 'n' Roll.

### Satisfakce (2003–2007)
Velký návrat kapely přiš roku 2003, k čemuž dopomohla skupina Hlahol, u níž Libor Matejčík dostal znovu chuť do hraní. Sestavu mimo Matejčíka tvořil Josef Šutara (zpěv), bratři Haasovi Zbyněk (kytara), Roman (bicí) a baskytaru vzal do rukou Radek Šikl. Sestava začala koncertovat a nové CD „Satisfakce“ vydali v roce 2005.

### Heart Of The Machine a příchod Karla Adama (2008–2015)
Pro rok 2008 přicházejí změny – Šutaru vystřídal frontman Radek Popel. Také zbytek obsazení prošel změnou – Martin Przeczek (kytara), Sláva Safonkin (baskytara) a Daniel Hafstein (bicí). V německém Hannoveru kapela vytvořila své čtvrté album „Heart Of The Machine“, první pouze v angličtině; zaznamenalo úspěch v britských rádiích. Po vydání alba se do kapely vrátil Josef Šutara.
Na podzim 2010 se ke kapele připojil legendární baskytarista Karel Adam (ex-Vitacit, ex-Kreyson, ex-ABBand). Za bicí zamířila další legenda – Klaudius Kryšpín. V roce 2015 se dlouho očekávaným druhým kytaristou stal Jan „Hans“ Jiříček (ex-Titanic), který se léta 1997 účastnil dokonce konkurzu na post kytaristy Helloween, kde se dostal až do finále, poté ale kvůli rodině další účast vzdal. A nakonec byl vyměněn i Šutara – nahradil jej talentovaný Luděk Struhař (ex-Vindex). Kryšpína pro jeho zdravotní potíže, po vzájemné dohodě, vystřídal Ivo Batoušek (Jumping Drums); nové album už bylo na spadnutí.

### Album V a dokument Restart(2015–2019)
Nové album „V“ spatřilo světlo světa 23. července 2017. V listopadu pak zamířil na plátna kin snímek Motorband Restart, vyprávějící historii kapely, tak i některých dalších osobností metalu 80. let.
Ústřední postavou dokumentu byl kytarista Libor Matejčík, se svým příběhem, vlivem na český metal a plným odhodlání dostat se na vrchol.

### Vyhazov Struhaře a Jiříčka (2019–2020)
V březnu 2019 Iva Batouška nahradil na postu bubeníka Stanislav Pliska. 20. října téhož roku skončili skončil frontman Luděk Struhař i kytarista Jan Jiříček;byli vyhozeni z důvody velkých kreativních neshod v rámci směru a vedení kapely. Podle kytaristy a zakladatele kapely Libora "Máči" Matejčika se tyto rozdílné názory na směřování kapely projevovaly již několik měsíců.  Ke konci října byl přijat nový kytarista Vojtěch Brázda, který dříve působil v melodic-metalové kapele Liberate. Dne 17. prosince 2019 byl oznámen Petr Malý jako nový zpěvák.

### Spory o značku Motorband (2020–2021)
V kapele pokračovaly přípravy na tour a desku. V lednu 2020 vyšel singl „Sraž Mě Znova“, první oficiální s Malým z alba 2020 (později známého jako „Černá & Bílá“). 19. dubna 2020 rezignoval z rodinných důvodů na post frontmana Petr Malý. Kapela v následujících měsících zkoušela a hledala nástupce; tím se stal nakonec 20. června 2020 potvrzený Ladislav Korbel, který se objevil mimo jiné v The Voice of Československo. Skupina s ním začala nahrávat novou skladbu Pravda nebo lež ve studiu Propast Petra Jandy. O týden později měl s kapelou první koncert. Celé potvrzení ovšem 26. června 2020 nabralo dost jiný směr: nespokojenost se směrem kapely vyjádřil prostřednictvím e-mailu Matejčikovi, její ex-frontman Struhař, který se stal dokonce se snažil získat logo a značku Motorband pro sebe. Struhař Matejčikovi dal určitá ultimáta, která skupina následně na svém oficiálním facebooku (29. června) zveřejnila. Skupina záležitost předala svému právnímu zástupci; Struhař tento spor prohrál a kapela nadále zůstala Matejčikovi. 

### Černá & Bílá (2021–2023)
Matejčik s kapelou pokračovali v přípravách alba. Skupina tak vydala několik singlů před vydáním desky, jako byly „Pravda Nebo Lež“, „Nechte Mě Bejt“, či „Pár důvodů“. 4. května 2021 vyšla deska „Černá & Bílá“, skupina naplánovala festivalovou šňůru, ovšem festivaly byly jeden po druhém zrušeny. V prosinci 2021 pokřtila formace videoklip k písni Ukaž svou tvář z aktuálního alba; autorem námětu i scénáře, a současně i režisérem hororově laděného klipu je Ladislav Korbel.Kapela na začátku roku 2022 ohlásila velké turné k 35.výročí od založení.
Dne 19.2. 2023 skupina Motorband na svém facebooku oznámila po "půlročním zvažování z obou stran" odchod frontmena Ladislava Korbela, jako důvody skupina uvedla Korbelovo angažmá v muzikálech, neshody ve finanční koncertní strategii (aby se nekryl s muzikálem). Také uvedla že spíše doufala v to že Korbel dá Motorband na první místo před muzikály. Poslední show s Korbelem proběhla 18.2. v Soběkurech.

### Éra Petra Kutheila a album 007 (2023-současnost)
Skupina následujících pár týdnů počítala s novou érou bez zpěváka, kdy by si zpěv rozdělilo duo Matejčik/Brázda. 6. března skupina ohlásila že proběhla zkouška - s potenciálním zpěvákem. Motorband jej přijali okamžitě, on váhal.
O den později (7.3.2023) skupina Motorband potvrdila příchody bývalého zpěváka skupiny Votchi Petra Kutheila. Zároveň skupina potvrdila že se 18. března s novým frontmenem zavřou do MC Studios v Teplicích a nahrají novou skladbu.
Dne 21. března 2024 vydala skupina zatím jejich poslední album 007 Toto album obsahuje dvanáct nových písní. V říjnu 2024 do kapely nastoupil bubeník Tobias Eykma. V lednu 2025 kapela zahájila celorepublikové turné s kapelou Komunál.  

## Diskografie
- Demo 1987 (1987)
- Made in Germany (1990)
- Rock 'n' Roll (1994)
- Satisfakce (2005)
- Heart of the Machine (2009)
- V (2017)
- Černá & Bílá (2021)
- 007 (2024)

## Singly
- Fajnovej den/Je to špás (1989) – Rockmapa 6 (nahr. 1988)
- Heavy Metal/V říši ptáků (1989) – Rockmapa 15
- Mejdan/Životní styl (1990) – Rockmapa 21 (nahr. 1989)
- Máš všechno All Right/Rudej blázen (1990)

## Členové

### Současní
- Petr Kutheil – zpěv (2023-současnost)
- Libor Matejčik – kytara (1986–1990, 1993–1994, 2002–současnost)
- Karel Adam – baskytara (2010–současnost)
- Tobias Eykma – bicí (2024–současnost)
- Vojtěch Brázda – kytara (2019–současnost)

### Bývalí
- Petr Malý – zpěv (2019–2020)
- Ladislav Korbel – zpěv (2020–2023)
- Stanislav Pliska – bicí (2019–2024)
- Filip Vacínek – bicí (2024)